# ريتشارد تي غريفيثز
ريتشارد تي غريفيثز (بالهولندية: Richard Griffiths)‏ هو مؤرخ وأستاذ جامعي هولندي، ولد في 7 أبريل 1948.